# 丑石诗群
1985年《丑石》诗歌民刊在福建霞浦成立，最初的《丑石》是不定期出版的油印诗刊，刊载的作品基本上是霞浦的地方诗人。
《丑石》诗刊经过不断地发展之后，逐步形成了自己的诗群流派，同时也从地方发展到福建以至于全国，成为全国性的民间诗歌刊物，曾被誉为中国五大民间诗报刊之一。
丑石诗歌网在2003年成立，形成了规模更大的丑石诗群，出现了汤养宗、谢宜兴、刘伟雄、叶玉琳、伊路等丑石诗群代表诗人。

## 相关连接
- 中国诗歌库
- 中国诗歌史（页面存档备份，存于）